# 萨穆丕勒诺尔布
萨穆丕勒诺尔布（1886年—1959年），汉名萨如文，蒙古族，察哈尔盟太仆寺左旗（今太仆寺旗）人。中华民国、中华人民共和国时期内蒙古政治人物。

## 生平
萨穆丕勒诺尔布历任太仆寺左旗协领、代理总管、察哈尔省政府翻译、蒙古军政府教务科长、内务处第一科长、蒙疆联合自治政府顾问、察哈尔盟教育厅长、畜牧厅长、咨议。1945年参加内蒙古自治运动联合会，当选为执行委员。1946年后，逃往张家口，历任察哈尔省盟旗文化福利委员会委员兼福利组长、代理太仆寺左旗总管兼保安总队长。1949年起，历任中共太仆寺旗人民政府民政科副科长、察哈尔盟政协第二届委员会常务委员等职务。